# 阿久津町 (太田市)
阿久津町（あくつちょう）は、群馬県太田市にある地名（町丁）。郵便番号は370-0402。

## 概要
尾島地区にある町丁。

## 地理
飛び地があり、南部と北部にわかれている。南部には中央に早川が流れている。最南には利根川が流れており、埼玉県と接している。

### 近隣町丁
- 亀岡町
- 大舘町
- 武蔵島町
- 尾島町
- 太子町
- 堀口町
- 岩松町

## 世帯数と人口
2022年（令和4年）3月31日現在の世帯数と人口は以下の通りである。
| 町丁     | 世帯数  | 人口  |
| -------- | ------- | ----- |
| 阿久津町 | 147世帯 | 337人 |

## 交通

### 鉄道
町内に鉄道は通っていない。

### 道路
- 群馬県道142号綿貫篠塚線
- 国道17号

## 施設
- すき家太田尾島店
- 山田うどん尾島店
- 利根書店尾島店